# Phalloniscus tarraconensis
Phalloniscus tarraconensis es una especie de crustáceo isópodo terrestre de la familia Oniscidae.

## Distribución geográfica
Son endémicos del noreste de la España peninsular.